# Hermann Gundert
Hermann Gundert (Stoccarda, 4 febbraio 1814 – Calw, 25 aprile 1893) è stato un missionario tedesco, noto per aver compilato la grammatica della Lingua malayalam Malayalabhaasha Vyakaranam (1868),
il primo dizionario Malayalam-Inglese (1872) e la traduzione della bibbia nel linguaggio malayalam.
Era il nonno dello scrittore tedesco Hermann Hesse.

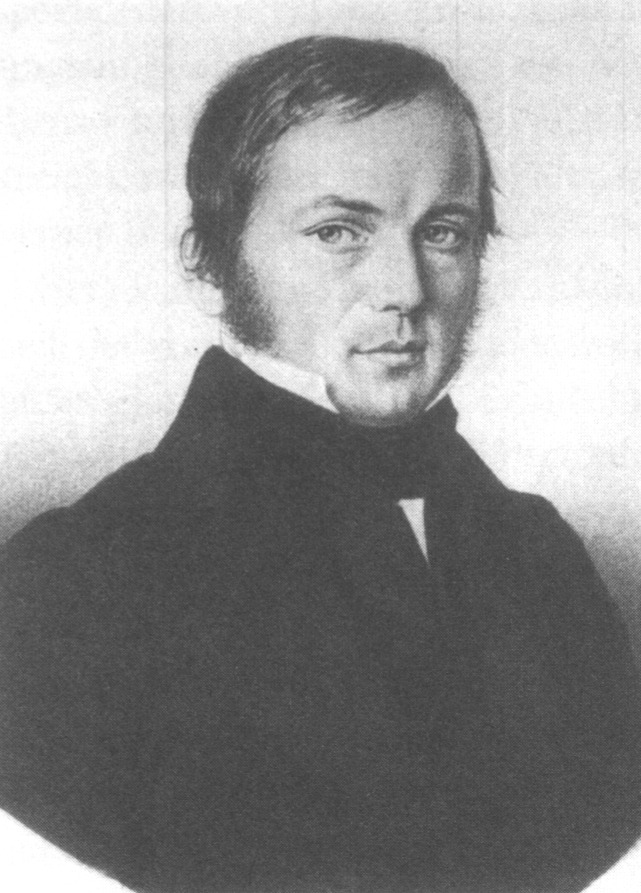
Hermann Gundert (1832).
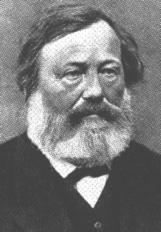
Dr. Herman Gundert.
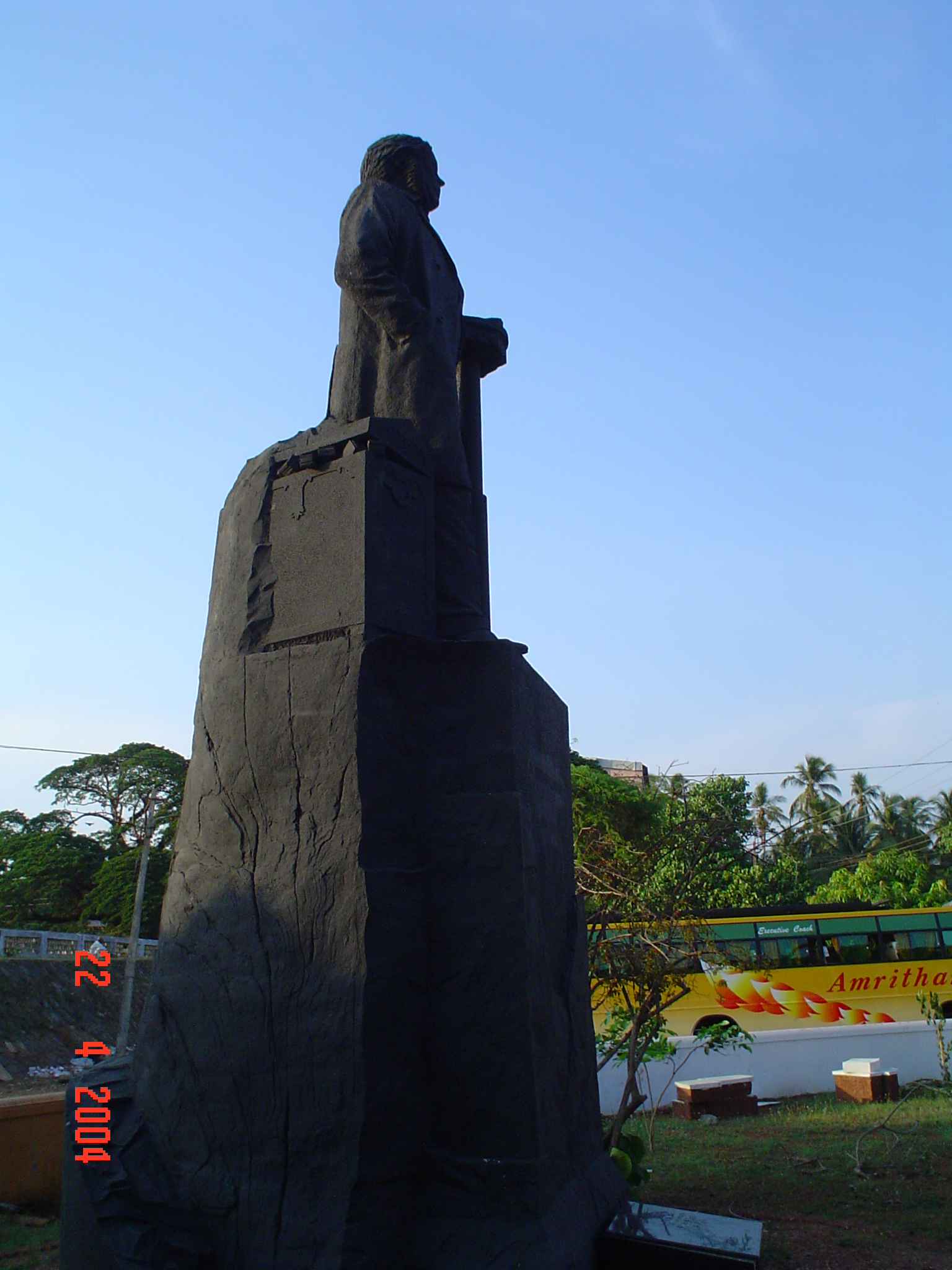
Statua di Herman Gundert vicino allo Stadio di Thalassery.